# ABCDE湯かげん
ABCDE湯かげん（えーびーしーでぃーいーゆかげん）は、吉本興業に所属する日本のお笑いコンビ。2009年12月24日結成。出囃子は町あかりのコテンパン。かつてはよしもと島根県住みます芸人として活動していた。

## メンバー
- 東野 すべろ（ひがしの すべろ〉1976年8月16日（48歳））

島根県出身。
島根県立松江東高等学校卒業。
血液型O型。
- 海船（うみふね）1988年6月17日（37歳） -）

北海道生まれ。
血液型B型。

## 来歴
GREEの大喜利コミュニティで知り合い、コンビ結成。コンビ名を考えたのは東野。単なる思いつきではあったが、たけし軍団の好きな東野はたけし軍団っぽいということで採用。サミーモアモアJr.のような芸名（コンビ名）をつけたかったらしい。東京在住時には水玉れっぷう隊、烏龍パーク、ジンギスキャン、高校ズなどのライブを見学しに行っていた。
2014年夏頃から活動拠点を島根県へと移し、よしもと島根住みます芸人に就任。また、2015年4月から2016年3月まで石見ケーブルビジョン製作『釣り天国! 石見』にレギュラーコメンテーターとして出演していた（東野のみ）。
2016年冬頃に住みます芸人を辞任。2017年2月、東野が自身のブログにて「（住みます芸人を）クビになったのは100%自分が悪い」とし、以降もコンビは解散せず吉本所属のまま島根県への在住を続ける事を発表。
2017年以降コンビとしての活動は実質的に停止状態であるが、2021年1月に自身のツイッターアカウントで「解散はしていない。むしろ増えて現在は14人編成であり、どのメンバーが呟いているか分からない」とは述べているものの、現在の具体的な表立った活動は公式YouTubeチャンネル「最高の精度の競馬史」の更新のみとなっている。

## 人物

### 東野すべろ
- スキンヘッドが特徴。
- 発明が趣味で、実用新案権（特許のようなもの）の権利を1つ持っている。
- お笑いを始めたきっかけは、22歳の頃に夢の中で毎晩のように明石家さんまから笑いについて説教され、そのせいでノイローゼになってしまい当時のアルバイト先だったレンタルビデオ店に新しく入ってきた初対面の青年と挨拶する時に「何かボケなきゃまたさんまさんに説教される」と強迫観念に駆られてその青年の頭を平手でぶったりなど、普通の生活ができないような状況にまで追い込まれてしまったため「もうお笑いをやるしかない」と腹をくくった。ちなみにお笑いで舞台に立つようになってからは、不思議とさんまに魘されることはなくなった。
- 22歳から約10年間フリーのピン芸人として活動していたが、ハートが弱すぎて舞台に出てスベっては落ち込んで休業し…を繰り返し10年間のうち9年10ヶ月くらいは休業していたので、実質2ヶ月間くらいしか活動はしていなかった。
- 昭和のスターたちに憧れている。NSC大阪校初期のインパクトの強い逸話を知り「負けちゃあいられない。自分も何かやらなきゃ」と思い、NSCの入学試験の面接にわざと1時間遅れていった。そもそもは「遅刻しながら堂々としつつも余裕で合格してみせる」ように大物感をアピールするつもりだったが、面接の途中で「ヤバい。このままでは落ちる」と怖気付いて結局はめちゃくちゃ頭を下げて謝り、必死に言い訳もしまくった。ようするにやることがいちいち中途半端だったりする。
- 武豊騎手の騎乗っぷりに刺激を受けて以来、大の競馬好きとなり騎手のそれぞれの特徴、馬体を見て馬の特徴を見極められる。「相馬眼」日本一を目指して毎週YouTubeにて予想をしている。

### 海船
- メガネを掛けている。

## 現在の出演

### インターネット
- 公式YouTubeチャンネル『ABCDE湯かげん 最高の精度の競馬史』

## 過去の出演

### テレビ
- 『やりすぎコージー』（テレビ東京 東京NSC15期生 卒業スペシャル!）
- 『旬感!! おもっせワイド』（マーブル“山陰ケーブルビジョン”）
- 『クリスマス大作戦2014』（石見ケーブルビジョン）
- 『釣り天国! 石見』（石見ケーブルビジョン）

### インターネット
- よしもとオンライン　トータルテンボスのしのびナイト・かまわん夜

### ラジオ
- トータルテンボスのよしもと下克上（TBSラジオ）
- 『夕刊 DARAZ+』（火曜日DARAZ FM）
- 『GENSHINのBO-ZU CAFE』（DARAZ FM）
- 『FM探偵局』（エフエム山陰）
- 『おがっちのレトロ本舗』（エフエム山陰）